# Леонтьєв Костянтин Миколайович
Костянтин Миколайович Леонтьєв ((13 (25) січня 1831 , Кудиново (Юхновський район), Калузька губернія  — 12 (24) листопада 1891 , Троїце-Сергієва Лавра, Сергієво-Посадський район )) — російський лікар, дипломат; мислитель релігійно — консервативного спрямування; філософ, письменник, літературний критик, соціолог. Наприкінці життя прийняв чернечий постриг з ім'ям Климент.

## Біографія
Народився 13 (25) січня 1831 року в селі Кудинове Міщівського повіту Калузької губернії . Батько Микола Борисович (1784—1840?) походив з калузької гілки дворянського роду Леонтьєвих ; його дід Іван Петрович Леонтьєв отримав калузькі маєтки завдяки шлюбу з дочкою Івана Петровича Толстого, президента Юстіц-колегії. Мати Феодосія Петрівна (1794—1871) була дочкою молодшого однокровного брата і тезки поета Петра Матвійовича Карабанова . Брат Володимира Миколайовича Леонтьєва.
Про свого батька Леонтьєв згадував, що «він був дуже великий і товстий, … з тих легковажних і ні до чого не уважних російських людей (і особливо колишніх дворян), які і не відкидають нічого, і не тримаються нічого суворо. Взагалі, батько був і не розумний, і не серйозний»; про матір: «вона була богомольна; постів майже зовсім не дотримувалася і нас не привчала до них, не вимагала їхнього дотримання. … вона трошки навіть зневажала надто побожних людей»; і наголошував: «молитися перед кутовим кіотом вчила мене не мати, а горбата тітонька моя Катерина Борисівна Леонтьєва, батькова сестра».
Початкову освіту молодшій, сьомій дитині, дала мати. В 1841 він вступив до Смоленської гімназії, а в 1843 — кадетом в Дворянський полк . З полку Леонтьєв був звільнений через хворобу в жовтні 1844 року і в тому ж році зарахований до третього класу Калузької гімназії, яку він закінчив у 1849 році з правом вступу до університету без іспитів. Вступивши в ярославський Демидівський ліцей, у листопаді того ж року перевівся на медичний факультет Московського університету.

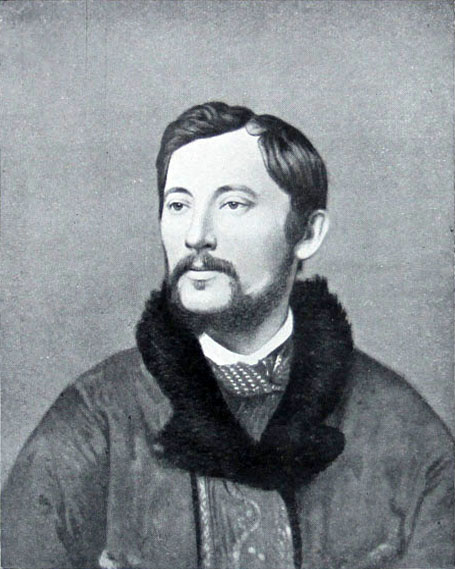

У 1851 році написав свій перший твір — комедію «Одруження з кохання». Для його оцінки він вирішив звернутися до ІванаТургенєва, який жив тоді в Москві. Той дав позитивний відгук про п'єсу, проте вона не була опублікована, оскільки її не пропустила цензура.
У 1854 році, достроково отримавши диплом, вирушив добровольцем як батальйонний лікар на Кримську війну. Служив у Бєлєвському єгерському полку, потім — у Керч-Єнікальському та Феодосійському військових шпиталях. Звільнившись 10 серпня 1857 року з військової служби, повернувся до Москви.
У 1858—1860 роки займав місце домашнього лікаря в селах Спаському (у барона Д. Розена) та Смирнове у А. Х. Штевена Арзамаського повіту Нижньогородської губернії.
Наприкінці 1860 року переїхав до Санкт-Петербурга і оселився у свого брата Володимира Миколайовича.
У 1861 році повернувся до Криму, у Феодосію, де одружився з Єлизаветою Павлівною Політовою, донькою грецького торговця (згодом вона страждала на божевілля). Залишивши дружину в Криму, приїхав до Санкт-Петербурга, де в цей час виходив перший великий роман «Підлипки». Другий великий твір — роман «У своєму краю» (1864). Порвав із модним тоді лібералізмом і став переконаним консерватором.
У 1863 року вступив на службу в Міністерство закордонних справ і 25 жовтня того ж року призначений драгоманом російського консульства в Канеа (Ханья), на острові Крит. З життям на Криті пов'язані східні оповідання Леонтьєва («Нариси Криту», повість «Хрізо», «Хамід та Манолі»).
У серпні 1864 року був призначений виконувачем обов'язків консула в Адріанополі, де прослужив два з лишком роки. Після нетривалої відпустки в Константинополі в 1867 році отримав посаду віце-консула в Тулчі.
У 1870 році була опублікована його стаття «Грамотність і народність», що отримала схвалення посла в Константинополі Миколи Ігнатьєва, який мав славу слов'янофілом. У цей час працював над великою серією романів «Річка часів», яка охоплювала російське життя з 1811 по 1862 роки; Більшість рукописів була пізніше знищена ним.
Через рік був призначений консулом в албанське місто Янін, клімат якого, однак, негативно позначився на його здоров'ї; був переведений на посаду консула в Салоніки. Його готували до посади генерального консула у Богемії. Але в липні 1871 року він захворів на хворобу, яку він прийняв за холеру. Коли смерть здавалася йому неминучою, він побачив ікону Божої Матері, яку подарували йому афонські ченці; він дав обітницю Богородиці, що у разі одужання він прийме чернецтво. Через дві години він відчув полегшення.
Відразу після того, як хвороба відступила, він вирушив верхи через гори на Афон, де залишався до серпня 1872 року; мав намір виконати свою обіцянку та стати ченцем, але афонські старці відмовили його від такого кроку.
У 1872—1874 роках жив у Константинополі та на острові Халки; у цей час розкрив себе як публіцист («Панславізм і греки», «Панславізм на Афон»). До цього часу відноситься його робота «Візантизм і слов'янство», а також роман «Одіссей Поліхроніадес».
У 1874 році повернувся до рідного Кудінова, яке знайшов у запустінні. Торішнього серпня здійснив першу поїздку в Оптинну пустинь, де зустрівся зі старцем Амвросієм, якого мав лист від афонських ченців, і познайомився з ієромонахом Климентом (Зедергольмом).
У листопаді 1874 надійшов послушником в Миколо-Угреський монастир під Москвою, але вже в травні 1875 знову відправився в Кудіново.
У 1879 році прийняв пропозицію князя Миколи Голіцина та приїхав до Варшави, де став співробітником газети «Варшавський щоденник». У газеті опублікував низку статей, переважно на суспільно-політичні теми. Через рік був змушений залишити роботу у виданні, яке не змогло вибратися з фінансових труднощів.
У листопаді 1880 року вступив на службу до Московського цензурного комітету (пропозиція була отримана від його друга Тертія Філіппова ще 1879 року); на посаді цензора прослужив шість років.
У цей час писав порівняно мало (роман «Єгипетський голуб», статті «Про всесвітню любов», «Страх Божий і любов до людства»). У 1883 році Леонтьєв познайомився з Володимиром Соловйовим. У 1885—1886 роки з'явився збірник його статей «Схід, Росія та Слов'янство».
Восени 1887 року переїхав в Оптину пустинь, де зняв біля монастиря в оренду двоповерховий будинок, — біля монастирської стіни. На початку 1890 року в нього в гостях був Лев Толстой, який провів у нього дві з половиною години, що пішли на суперечки про віру. В Оптінній пустині К. Леонтьєв пише роботи: «Записки пустельника», «Національна політика як знаряддя всесвітньої революції», «Аналіз, стиль і віяння» та ін.
23 серпня 1891 року в Предтечовому скиту Оптиної пустелі прийняв таємний постриг з ім'ям Климент і переїхав до Сергієвого Посаду.
Помер від пневмонії 12 (24) листопада 1891 року. Був похований у Гефсиманськом скиту Троїце-Сергієвої Лаври поблизу храму Чернігівської Божої Матері (нині — Чернігівський скит).

## Філософія К. Леонтьєва

### Антропологічні погляди
У своїй антропології К. Леонтьєв виступає різким критиком абсолютизації людини, характерною для секулярної культури. У сучасній Європі, на думку мислителя,
« антрополатрія пересилила любов до Бога і віру у святість Церкви та священні права держави та сім'ї».

К. Леонтьєв вказує на те, що європейська думка поклоняється не особистості, що досягла особливого ступеня розвитку, але просто індивідуальності будь-якої, і будь-якої людини бажає зробити рівноправним і щасливим. Така мораль Леонтьєва відкидається. Їй він протиставляє іншу мораль: Леонтьєв стверджує рух до Боголюдини, шлях до якого, на думку мислителя, не лежить через евдемонізм.

На думку Миколи Бердяєва, мораль К. Леонтьєва — є
«мораль цінностей, а чи не мораль людського блага. Надособова цінність вища за особисте благо. Досягнення вищих цілей, цілей надособистих та надлюдських, виправдовує жертви та страждання історії. Називати це аморалізм є явне непорозуміння. І Ніцше не був аморалістом, коли проповідував мораль любові до далекого на противагу моралі любові до ближнього. Це інша мораль»
.
Відповідно до поглядів мислителя, переважно людські помисли соціально небезпечні, тому свободу людини має врівноважувати різними політичними і релігійними інститутами. У цьому Леонтьєву співзвучне консервативне людинорозуміння, так званий антропологічний песимізм . Однак леонтьєвська охорона має своєю особливістю яскраво виражене релігійне забарвлення.

## Погляди та переконання

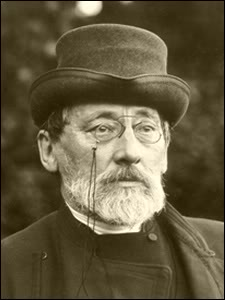

Леонтьєв вважав головною небезпекою для Росії та інших православних країн лібералізм («ліберальний космополітизм») з його «оміщенням» побуту та культом загального благополуччя, виступав проти егалітаризму («безстановості»), «демократизації». Проповідував «візантизм» (церковність, монархізм, станова ієрархія тощо.) і союз Росії із країнами Сходу як охоронний засіб від революційних потрясінь. Леонтьєва іноді відносять до «пізніх» слов'янофілів, але він скептично ставився до слов'янофільства та слов'янства.
Написав досить тонкі літературно-критичні етюди про Лева Толстом, Івана Тургенєва, Федора Достоєвського. Критикував Толстого та Достоєвського за «рожеве християнство».
Після М. Я. Данилевським ділив людство на культурно-історичні типи, які неминуче проходять у своєму розвитку певні стадії: юності, зрілості та старості (у термінології Леонтьєва — первинної простоти, квітучої складності та згасання, що веде до смерті). Таким чином, Леонтьєв застосував естетичний принцип оцінки суспільства, держави, культури, історії («естетизм» Леонтьєва).
Цікавився соціалістичними вченнями: читав П. Прудона та Ф. Лассаля; передрікав європейської цивілізації політичну перемогу соціалізму, описуючи його як «феодалізму майбутнього», «нового корпоративного примусового закріпачення людських суспільств», «нового рабства».
У греко-болгарському конфлікті, який був одним із ключових питань Східної політики для Росії в 1860-і — 1870-і, вважав, що Константинопольський патріархат («фанаріотське» духовенство) стояв на канонічно бездоганних позиціях, у той час як болгари відійшли від єдності зі всесвітньою Церквою .